# Bryan Ferry

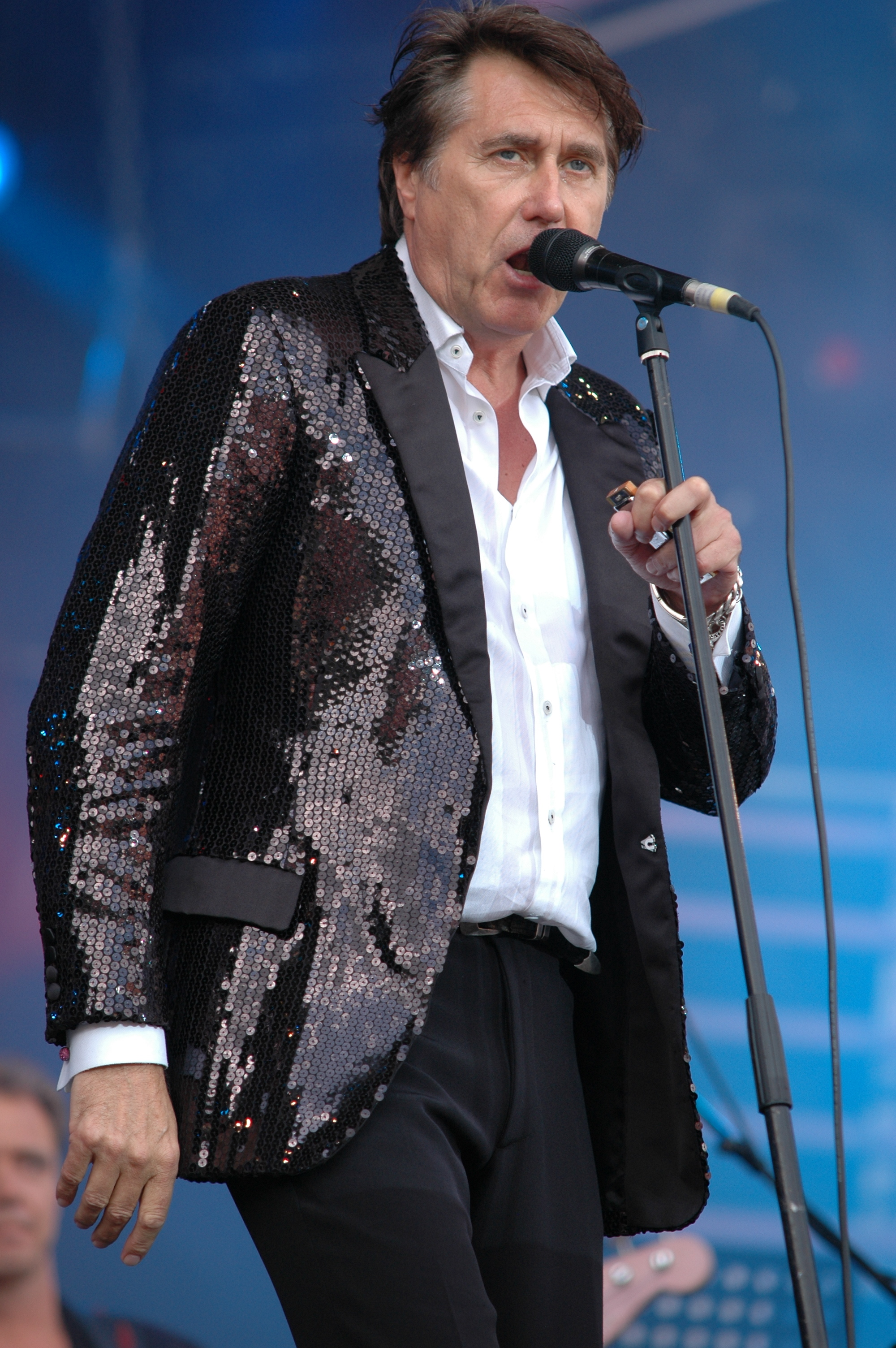
Bryan Ferry

Bryan Ferry (n. 26 septembrie 1945, Washington) este un vocalist, muzician, textier și ocazional actor englez renumit pentru stilul său vocal suav ce i-a atras porecla "The Electric Lounge Lizard". Ferry a atras atenția publicului pentru prima dată la începutul anilor '70 ca vocalist și principal textier al trupei Roxy Music. Cu aceștia, Ferry a avut mare succes, trei dintre albumele formației atingând primul loc, iar zece single-uri intrând în Top 10 în clasamentele Britanice. A continuat cu o carieră solo de succes ce i-a adus o nominalizare la Premiile Grammy în 2001.

## Discografie

### Albume de studio
- These Foolish Things (5 octombrie 1973)
- Another Time, Another Place (5 iulie 1974)
- Let's Stick Together (septembrie 1976)
- In Your Mind (1 februarie 1977)
- The Bride Stripped Bare (1 septembrie 1978)
- Boys and Girls (3 iunie 1985)
- Bête Noire (2 noiembrie 1987)
- Taxi (13 aprilie 1993)
- Mamouna (20 septembrie 1994)
- As Time Goes By (15 octombrie 1999)
- Frantic (18 mai 2002)
- Dylanesque (5 martie 2007)
- Olympia (2010)
- The Jazz Age (2012)
- Avonmore (2014)
- Bitter-Sweet (2018)
- Loose Talk (2025)

### Compilații
- Street Life: 20 Great Hits (aprilie 1986)
- The Ultimate Collection (noiembrie 1988)
- More Than This: The Best of Bryan Ferry + Roxy Music (30 octombrie 1995)
- Tokyo Joe: The Best of Bryan Ferry + Roxy Music (mai 1997)
- Slave to Love: Best of The Ballads (august 2000)
- The Platinum Collection: The Best of Bryan Ferry + Roxy Music (iunie 2004)
- The Best of Bryan Ferry (noiembrie 2009)